# 대공분실
대공분실(對共分室)은 이적행위, 국가안보에 위해가 되는 행위(국가보안법 위반, 간첩 행위 등)를 한 사람을 체포하여 조사하고, 방첩 목적을 위하여 대한민국 경찰청 보안수사대가 설치한 기관으로, 보안분실(保安分室)이라고도 부른다.

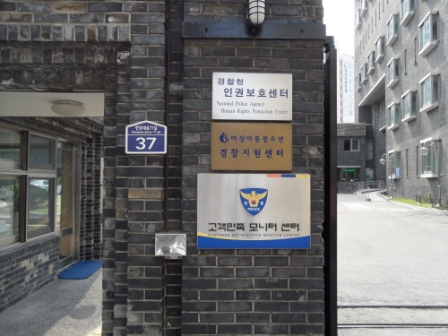
경찰청 인권보호센터 입구(구 남영동 대공분실)

경찰청 인권보호센터 내에 위치하고 있는 조사실. 현재는 보존용으로 일반에게 공개되어 있다.

## 개요
1948년 10월, 내무부 치안국이 대간첩 수사를 목적으로 치안국 특수정보과 중앙분실로 발족한 것이 최초로 설치된 경찰청 보안수사대 대공분실로, 국가안보에 위해가 되는 행위를 한 사람을 조사하고, 방첩 목적을 위하여 설치되었다. 그러나 제4공화국 ~ 제5공화국 시절에는 소속 수사관들이 민주화 운동 인사 등의 반정부 인사나 대한민국에 파견된 간첩과는 무관한 사람까지 연행 후 이들을 국가보안법을 위반한 사람으로 날조를 하기도 하였으며, 이 과정에서 소속 수사관들은 이들을 고문하면서 이들에게 조작된 자백서를 작성할 것을 강요하기도 하였다.
일반 경찰서와 비교를 하면 폐쇄적이고 지도상에서 대공분실은 표기가 되어있지 않으며 직원들간의 계급 호칭을 정식 계급이 아닌 위장 계급으로 칭하기도 한다.

## 같이 보기
- 대한민국 국가정보원

관련 사건
- 전국민주청년학생총연맹 사건
- 박종철 고문치사 사건

관련 인물
- 이근안
- 김근태
- 박종철

관련 작품
- 남영동1985
- 1987 (영화)